# Archieparchia Kottayam
Archieparchia Kottayam (łac. Archieparchia Kottayamensis; ang. Archeparchy of Kottayam (Syro-Malabarese)) – syromalabarska archieparchia ze stolicą w Kottayam w stanie Kerala, w Indiach. Powstała 20 maja 1887 jako wikariat apostolski (do 28 lipca 1896; i ponownie od 29 sierpnia 1911). Ustanowiona diecezją 21 grudnia 1923 bullą papieża Piusa XI, a podniesiona do rangi archidiecezji przez Benedykta XVI bullą z dnia 9 maja 2005. Arcybiskupi Kottayam są również metropolitami metropolii o tej samej nazwie, jednak metropolia Kottayam nie posiada żadnej sufraganii.